# Développement asymptotique
En mathématiques, un développement asymptotique d'une fonction f donnée dans un voisinage fixé est une somme finie de fonctions de référence qui donne une bonne approximation du comportement de la fonction f dans le voisinage considéré. Le concept de développement asymptotique a été introduit par Poincaré à propos de l'étude du problème à N corps de la mécanique céleste par la théorie des perturbations.
La somme étant finie, la question de la convergence ne se pose pas. On parle parfois par abus de langage de « série asymptotique » pour une somme comprenant une infinité de termes. Cette somme infinie est le plus souvent formelle, car la série est en général divergente.

## Analyse asymptotique: comportement équivalent

### Introduction
L'analyse asymptotique est une méthode d'analyse qui permet de classer les comportements de fonctions dans un voisinage donné en se concentrant sur certaines « tendances caractéristiques ». On l'exprime en général au moyen d'un équivalent au voisinage considéré. Par exemple, soient deux fonctions complexes f et g d'une variable réelle, dont on souhaite étudier le comportement au voisinage d'un point x0. On écrira :
{\displaystyle f\ \ {\underset {\overset {x_{0}}{}}{\sim }}\ \ g}

pour traduire le fait que :
{\displaystyle \lim _{x_{0}}{\frac {f}{g}}=1}.
Ceci définit une relation d'équivalence entre fonctions, et la classe d'équivalence de la fonction f consiste en toutes les fonctions qui possèdent un « comportement similaire » à f au voisinage de x0. On est ainsi amené à définir un ensemble de fonctions « simples », qui vont servir de référence pour établir des comparaisons. Remarquons tout d'abord qu'on peut toujours se ramener à étudier le voisinage de +∞. En effet, étudier le comportement de f au voisinage de x0 est équivalent à étudier le comportement de :
{\displaystyle F(x)=f\left(x_{0}+{\frac {1}{x}}\right)\quad {\text{et}}\quad G(x)=f\left(x_{0}-{\frac {1}{x}}\right)}
au voisinage de +∞. On peut donc se limiter à un ensemble de fonctions de comparaison dans un voisinage de +∞.

### Fonctions de comparaison

#### Définitions
On considère comme connues au voisinage de +∞ les fonctions de l'un des types suivant :
- la fonction constante 1 ;
- {\displaystyle x^{\alpha }}, où {\displaystyle \alpha \in \mathbb {R} ^{*}} ;
- {\displaystyle (\ln x)^{\beta }} où {\displaystyle \beta \in \mathbb {R} } ;
- {\displaystyle \exp(c\,x^{\gamma })}, où {\displaystyle c\in \mathbb {R} ^{*},\gamma \in \mathbb {R} ^{+*}} ;

ainsi que leurs produits, c’est-à-dire toute fonction de la forme :
{\displaystyle f(x)\ =\ x^{\alpha }\ (\ln x)^{\beta }\ \exp[P(x)]}
où P(x) est de la forme :
{\displaystyle P(x)\ =\ \sum _{i=1}^{n}\ c_{i}\ x^{\gamma _{i}}\qquad (\gamma _{1}>\gamma _{2}>\dots >\gamma _{n}>0)}

#### Propriétés
Si on désigne par E l'ensemble de ces fonctions de comparaison, on a les propriétés suivantes :
- Toute fonction de E est positive dans un voisinage de +∞ ;
- En dehors de la fonction constante 1, toute fonction de E tend soit vers zéro, soit vers +∞ lorsque x tend vers +∞ ;
- Tout produit de fonctions de E appartient à E ;
- Si f appartient à E, alors fλ appartient à E pour tout λ réel ;

Les deux dernières propriétés montrent en particulier que le quotient de deux fonctions de E appartient à E.
Si g est une fonction de E, on considère également connue toute fonction complexe f de la forme f = c g où c est un nombre complexe.

### Partie principale d'une fonction
Soit f la fonction dont le comportement est à analyser au voisinage de +∞. Si on peut trouver une fonction g1 de E telle que f/g1 ait une limite finie c1 non nulle, on dit que c1 g1 est la partie principale de f par rapport à E, et on écrit :
{\displaystyle f\ {\underset {\overset {\infty }{}}{\sim }}\ c_{1}\ g_{1}\qquad \mathrm {ou} \qquad f\ =\ c_{1}\ g_{1}\ +\ o(g_{1})}
en utilisant les notations de Landau. En particulier, toute fonction de E est égale à sa propre partie principale.

## Description

### Définition
Supposons que la fonction f ait c1 g1 pour partie principale. On peut alors tenter de mieux préciser le comportement de f en cherchant si la différence f – c1 g1 n'a pas à son tour une partie principale c2 g2. Dans l'affirmative, on écrira :
{\displaystyle f\ -\ c_{1}\ g_{1}\ {\underset {\overset {\infty }{}}{\sim }}\ c_{2}\ g_{2}\quad \Longleftrightarrow \quad f\ =\ c_{1}\ g_{1}\ +\ c_{2}\ g_{2}\ +\ o(g_{2})}
On peut parfois poursuivre ainsi le développement. On appelle alors développement asymptotique à n termes (ou à l'ordre n) de la fonction f par rapport à E l'expression :
{\displaystyle f\ -\ \sum _{i=1}^{n-1}c_{i}\ g_{i}\ {\underset {\overset {\infty }{}}{\sim }}\ c_{n}\ g_{n}\quad \Longleftrightarrow \quad f\ =\ \sum _{i=1}^{n}\ c_{i}\ g_{i}\ +\ o(g_{n})}
Si un tel développement existe, il est unique. Le terme o(gn) est appelé le reste du développement.

### Exemples
- Les exemples les plus simples de développements asymptotiques sont les développements de Taylor (les développements limités à l'ordre n) d'une fonction f(x) qui est n fois dérivable en x0 :

{\displaystyle f(x)\ =\ f(x_{0})\ +\ {\frac {f'(x_{0})}{1!}}\ (x-x_{0})\ +\ \cdots \ +\ {\frac {f^{(n)}(x_{0})}{n!}}\ (x-x_{0})^{n}\ +\ o((x-x_{0})^{n})}
- Mais une fonction peut très bien posséder un développement asymptotique dans un voisinage où il n'existe pas de développement de Taylor (ni même de développement limité) ; par exemple, la fonction f(x) ci-dessous admet le développement asymptotique suivant au voisinage de zéro :

{\displaystyle f(x)\ =\ {\frac {x\ \ln |x|}{1+\exp x}}\ =\ {\frac {x\ \ln |x|}{2}}\ -\ {\frac {x^{2}\ \ln |x|}{4}}\ +\ o(x^{2}\ln |x|)}
alors qu'elle n'admet pas de développement limité (à un ordre supérieur ou égal à 1) en zéro.
- L'existence d'un développement asymptotique à un nombre arbitrairement grand de termes est un cas très particulier. Par exemple, la fonction f(x) ci-dessous ne possède un développement asymptotique au voisinage de l'infini qu'à un seul terme :

{\displaystyle f(x)\ =\ x^{2}\ +\ x\ \sin x\ =\ x^{2}\ +\ o(x^{2})}
- Parfois même, l'obtention du premier terme du développement est très difficile. Par exemple, soit π(x) le nombre de nombres premiers p inférieurs ou égaux à x. Gauss avait conjecturé qu'au voisinage de l'infini[2] :

{\displaystyle \pi (x)\ {\underset {\overset {x\rightarrow \infty }{}}{\sim }}\ \int _{2}^{x}{\frac {\mathrm {d} t}{\ln t}}}
Il a fallu un siècle avant qu'une démonstration ne soit produite en 1896 par Hadamard et La Vallée-Poussin.
- La fonction gamma d'Euler admet le développement asymptotique suivant au voisinage de l'infini (voir l’article Formule de Stirling) :

{\displaystyle {\frac {\mathrm {e} ^{x}}{x^{x}\,{\sqrt {2\pi x}}}}\ \Gamma (x+1)\ {\underset {\overset {x\rightarrow \infty }{}}{=}}\ 1\ +\ {\frac {1}{12\,x}}\ +\ {\frac {1}{288\,x^{2}}}\ -\ {\frac {139}{51840\,x^{3}}}\ -\ \cdots }

## Série asymptotique

### Introduction
Pour un développement comprenant une infinité de termes, on parle parfois par abus de langage de « série asymptotique ». Cette somme infinie est le plus souvent formelle, car la série est en général divergente.
Par exemple, pour une fonction f lisse au voisinage d'un point x0, on peut pousser son développement de Taylor aussi loin que l'on veut. On peut alors se poser le problème de la convergence de la série de Taylor obtenue, et de la relation entre sa somme et la fonction f de départ. Ce problème est sans rapport avec le comportement asymptotique de la fonction f dans le voisinage de x0.

### Exemple
Soit la fonction f(x) définie par la série convergente pour |x| < 1 :
{\displaystyle f(x)\ =\ \sum _{n=0}^{\infty }\ x^{n}\ =\ {\frac {1}{1-x}}}
La dernière expression de f permet d'étendre sa définition à tout le plan complexe privé de x = 1, notamment là où la série originale est divergente. On multiplie alors par e–x/t et on intègre ; on obtient formellement :
{\displaystyle \int _{0}^{\infty }\ {\frac {\mathrm {e} ^{-x/t}}{1-x}}\mathrm {d} x\ =\ \int _{0}^{\infty }\ \sum _{n=0}^{\infty }x^{n}\mathrm {e} ^{-x/t}\mathrm {d} x\quad {\stackrel {x=tu}{=}}\quad \int _{0}^{\infty }\ \sum _{n=0}^{\infty }(tu)^{n}\mathrm {e} ^{-u}\,t\,\mathrm {d} u\ =\ \sum _{n=0}^{\infty }\ t^{n+1}\ \int _{0}^{\infty }\ \mathrm {e} ^{-u}\ u^{n}\ \mathrm {d} u\ =\ \sum _{n=0}^{\infty }\ t^{n+1}\ \Gamma (n+1).}
où Γ(z) est la fonction gamma d'Euler. L'intégrale du membre de gauche s'exprime en fonction de l'exponentielle intégrale Ei(x), et on obtient alors le développement asymptotique de cette fonction au voisinage de t = 0 :
{\displaystyle \mathrm {e} ^{-1/t}\ \operatorname {Ei} \left({\frac {1}{t}}\right)\ {\underset {\overset {t\rightarrow 0}{}}{\sim }}\ \sum _{n=0}^{\infty }\ n!\ t^{n+1}}
Pour tout t non nul, le membre de droite ne converge pas. En revanche, pour t non nul « petit », on obtient en tronquant la somme à un nombre fini de termes une bonne représentation de la fonction Ei(1/t). Le changement de variable x = 1/t et la relation fonctionnelle : Ei(x) = –E1(–x) conduit au développement asymptotique :
{\displaystyle x\ \mathrm {e} ^{x}\ E_{1}(x)\ {\underset {\overset {x\rightarrow \infty }{}}{\sim }}\ \sum _{n=0}^{\infty }\ {\frac {(-1)^{n}n!}{x^{n}}}}

### Articles liés
- Développement limité
- Série divergente
- Théorie des perturbations
- Noyau de la chaleur
- Géométrie spectrale